# Universidad de Constanza

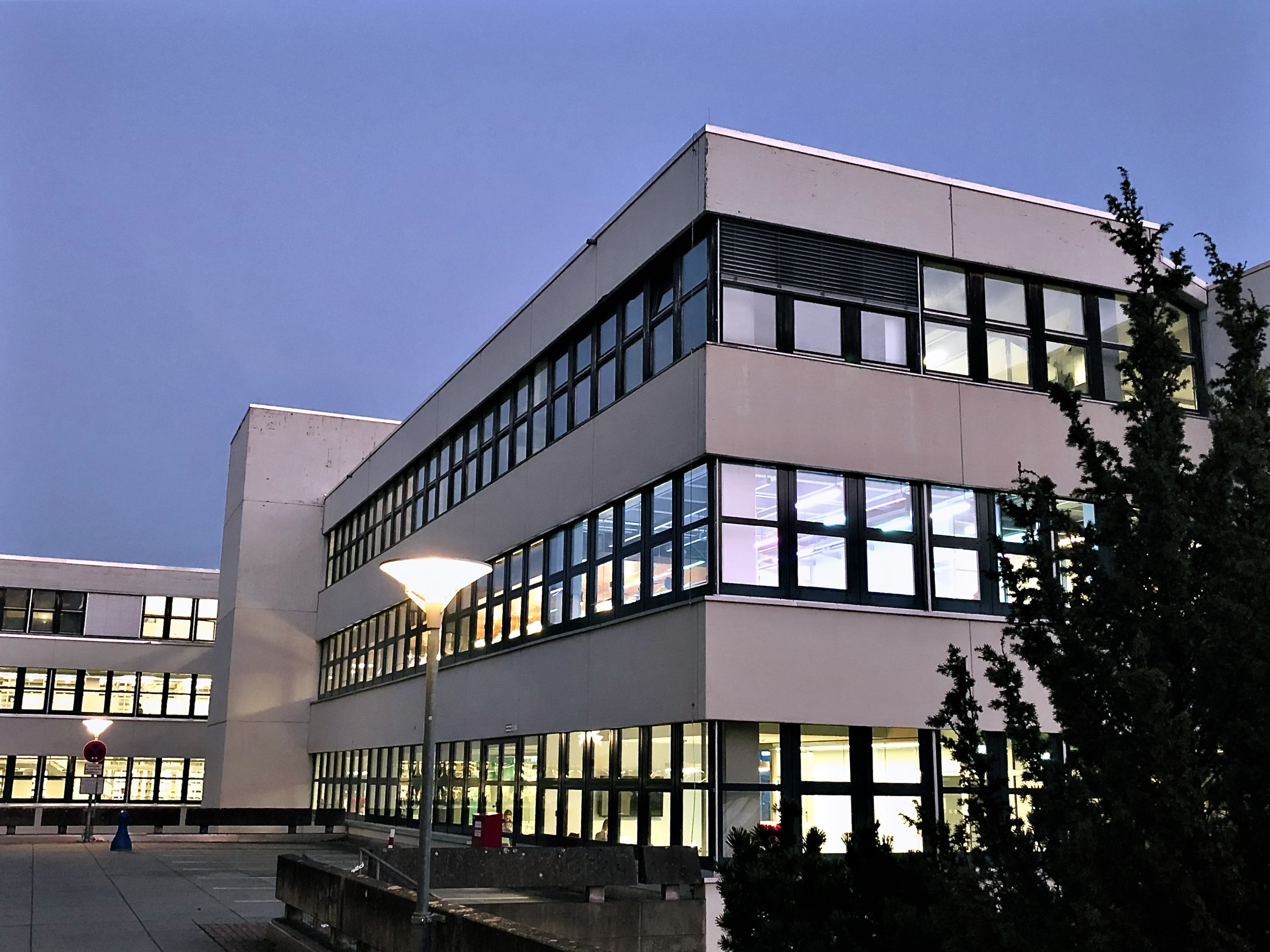
Universidad de Constanza, Edificio D

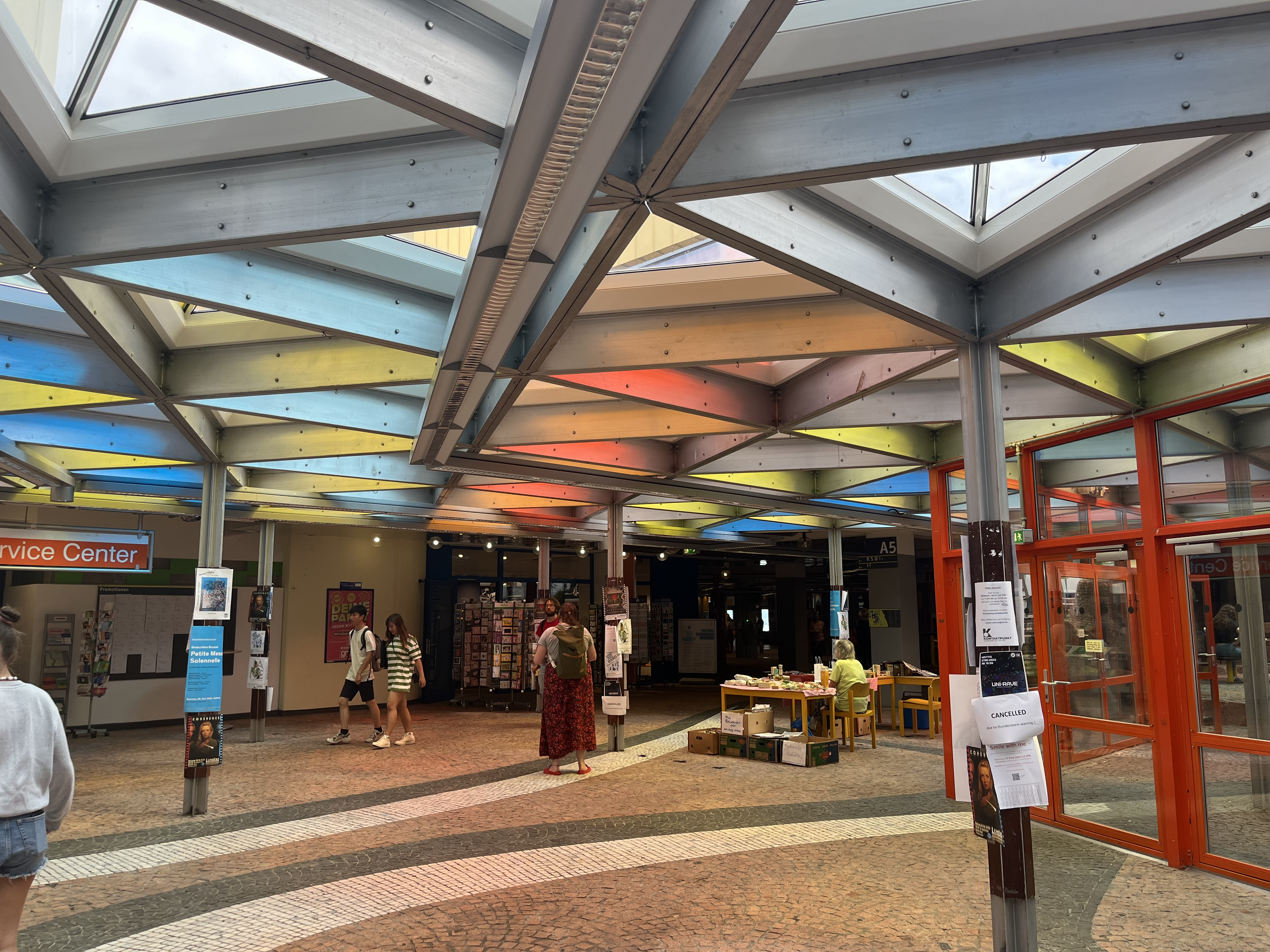
Interior de la Universidad de Constanza en el hall de entrada con el Seezeit-Shop en el fondo

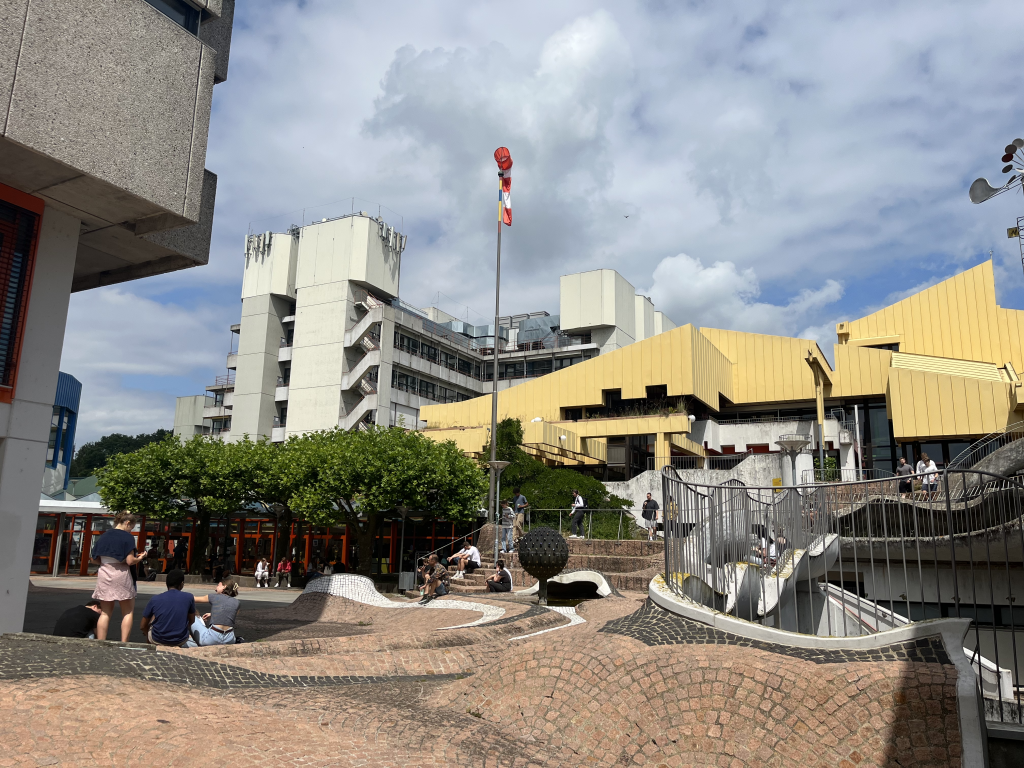
Patio exterior de la universidad

La Universidad de Constanza (en alemán, Universität Konstanz) es una universidad situada en la ciudad de Constanza, en Baden-Württemberg, Alemania. Fue fundada en 1966 y el campus principal abrió sus puertas en 1972. 
Hoy en día, la Universidad de Constanza es una de las más prestigiosas de Alemania. En 2007, se convirtió en una de las pocas universidades alemanas en recibir la calificación de universidad de excelencia.

## Historia
El comité fundador de la universidad, en 1965, quiso implementar un concepto original desmarcado de las estructuras universitarias tradicionales. La universidad comenzó su andadura en 1966 en un antiguo monasterio dominico.
Desde sus orígenes, fue concebida como un centro de aprendizaje en el que las nuevas técnicas de estudio e investigación tuviesen un reflejo en el estilo arquitectónico.

## Organización
La universidad está dividida en tres facultades:
- Facultad de ciencias
- Facultad de humanidades

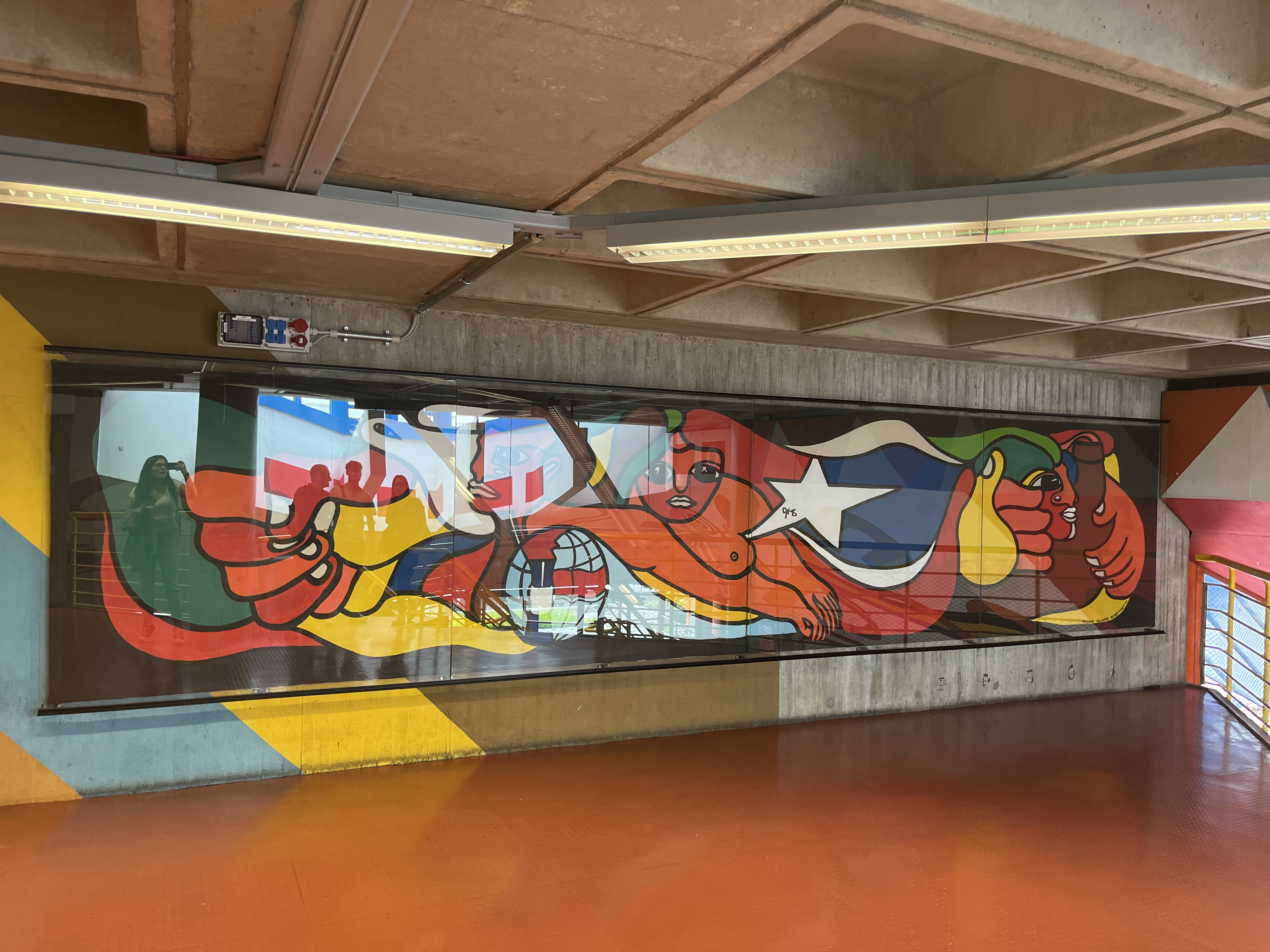
Mural de la Brigada Salvador Allende (1977)

- Mural de la Brigada Salvador Allende (1977)Facultad de derecho, economía y política

## Lugares de interés
- El jardín botánico
- El comedor universitario con vista el Lago de Constanza
- El patio exterior